# 甯猛力
甯猛力（6世纪？—600年），隋朝地方官员，钦州乌武僚人（壮族）首领。
甯氏世为钦州地区豪门大酋，自恃兵威，雄据一方。南陈时担任为安州刺史。隋灭陈后，为迅速平定南方，隋文帝下诏让他袭职。甯猛力说自己与陈后主同日而生，相貌有贵相，陈朝灭亡，理当代他为天子，于是不愿侍奉隋朝，凭险自固。隋文帝遣桂州总管令狐熙前往安抚，以礼相待，特意派人送药为他母亲治病，以示关怀。甯猛力心悦诚服，纳土归附。隋朝改安州为钦州，甯猛力为钦州刺史。开皇二十年（600年），员外散骑侍郎何稠前来桂州平乱，他想要随何稠入朝参谒，以表效忠之心。后来因病，未能成行，不久去世。其子甯贙、甯长真。